# خرشنة المستنقع
يشير اسم خرشنة المستنقع إلى جنس Chlidonias، والتي توجد عادة في مستنقعات المياه العذبة، بدلاً من المواقع الساحلية. اسم جنس Chlidonias هو مشتق من اليونانية القديمة khelidonios، «مثل ابتلاع»، من khelidon، «ابتلاع».
هناك أربعة أنواع ضمن خرشنة المستنقع:
- الخرشنة السوداء، (Chlidonias niger)
- الخرشنة البيضاء أو الجناح الأبيض ذو الجناح الأبيض، Chlidonias leucopterus
- خرشنة خرشيرية، Chlidonias hybrida (أو الهجين)
- الخرشنة ذات الواجهة السوداء، Chlidonias albostriatus (سابقا Sterna albostriata).[5]